# Жусупбека Аймауытова
Жусупбека Аймауытова (каз. Жусупбека Аймауытова, до 1993 года — Угольное, до 2012 года — Жуантобе) — село в Баянаульском районе Павлодарской области Казахстана. Административный центр Кызылтауского сельского округа. Расположено в 70 км к юго-западу от Баянаула и в 270 км к юго-западу от Павлодара. Код КАТО — 553649100.

## История
До 1993 года село называлось Угольное, так как после Великой Отечественной войны здесь добывали уголь и работала шахта Кейнема. Село было центральной усадьбой бывшего совхоза «Жосалинский». В 1976 году было организовано райспецхозобъединение (РСХО) «Баянаульское» по откорму и доращиванию скота, преобразованное в 1980 году в совхоз.
В 1991 совхозу было присвоено имя казахского поэта и драматурга Жусупбека Аймаутова, репрессированного в 1930 году. В 2012 году село было переименовано в его честь.

## Население
В 1985 году в селе жили 1152 человека, 1999 году население села составляло 1128 человек (559 мужчин и 569 женщин). По данным переписи 2009 года, в селе проживало 847 человек (421 мужчина и 426 женщин).